# Agneta Wredes förmak

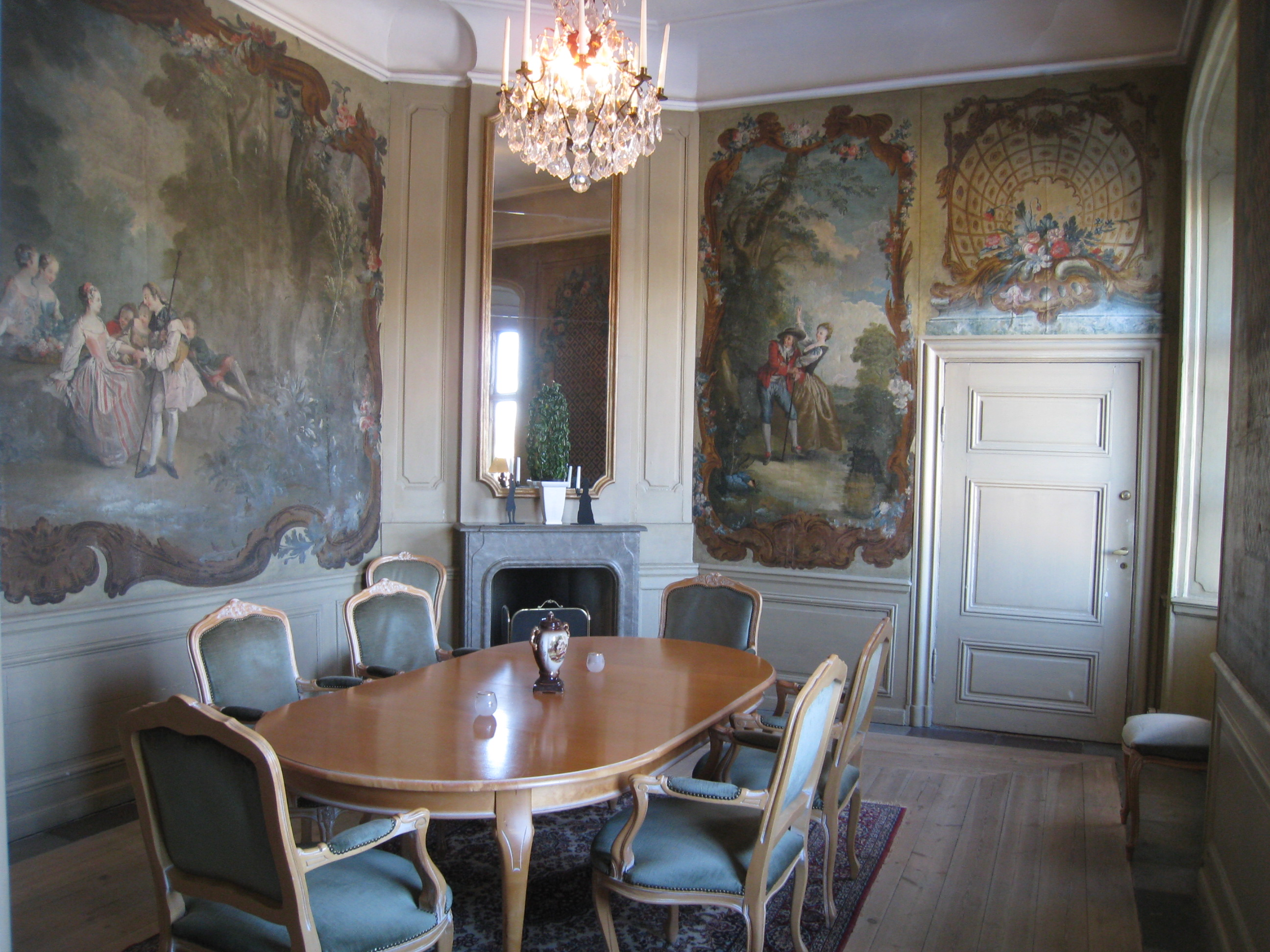
Agneta Wredes förmak med de målade väggfälten.

Agneta Wredes förmak är ett rum i övre våningen på Åkeshovs slott i Bromma, utanför Stockholm. Rummet är uppkallat efter friherrinnan Agneta Wrede af Elimä (1718-1800), som var gift med Gabriel Stierncronas son, David Stierncrona (1715-1784), och som bodde på slottet åren 1747-1800.

## Bakgrund
1720 köptes Åkeshov slott av justitiekanslern, friherren Gabriel Stierncrona (1669-1723), som redan 1721 omvandlade Åkeshov med underlydande gårdar i Spånga socken och Järfälla socken till fideikommiss för sina efterkommande.
Gabriel Stierncrona lät bygga om husen, som på 1720-talet fick sitt nuvarande utseende. Slottet byggdes om i flera omgångar. Flygelbyggnaderna och orangeriet byggdes om av arkitekt Carl Hårleman (1704-1753), bland annat åren 1723 och 1740.
Vid ombyggnationen 1723 gav Gabriel Stierncrona manbyggnadens yttre utseende som det ännu har. Det omoderna trapphuset togs bort och det ursprungliga valmtaket utbyttes mot ett säteritak med vertikal mellandel. Över huvudentrén finns en sandstensportal, som är klassiskt formad och bär Gabriel Stierncronas och hans hustrus Antoinette Maria Amyas vapensköldar, samt årtalet 1723, vilket också var Gabriel Stierncronas dödsår. Under vapenskölden sitter ett elegant smidesgaller i rokoko med mönster av smidesslingor och förgyllda blad.

## Den förste arvtagaren
Gabriel Stierncrona, som avled 1723, hade gjort Åkeshov, och flera underlydande hemman i Spånga och Järfälla, till fideikommiss för sina efterkommande. Den första innehavaren blev den då endast åttaårige sonen David. David Stierncrona gifte sig 1747 med friherrinnan Agneta Wrede af Elimä.
Han lät med stor kostnad modernisera och dekorera slottet i fransk rokokostil under arkitekten Carl Hårlemans ledning. Han introducerade rokokon och var Sveriges ledande arkitekt. David Stierncrona lät bygga flyglar och orangeri. Endast en korridor i bottenvåningen fick behålla 1600-talets kryssvalv. Under den här tiden kom även den då mycket kända kungliga hovmålaren Johan Pasch (1706-1769), och målade i Jaktsalen och Agneta Wredes förmak. Ätten Stierncrona bodde på Åkeshov fram till mitten av 1800-talet då ätten dog ut. Efter David Stierncrona ärvde hans son, David Stierncrona (1754-1817), och därefter hans son, David Henrik Stierncrona (1786-1845) och till sist hans son, David Erik Stierncrona (1820-1900), som blev slottets siste fideikommissarie, då han 1853 sålde det.

## Inredningen
År 1747 skedde en invändig renovering av Åkeshovs slott med arkitekt Carl Hårleman som arkitekt. Hårleman var Stockholms slottsbygges dåvarande ledare. Det var samma år som Agneta Wrede af Elimä hade gift sig med David Stierncrona och hon blev friherrinna till Åkeshov. Inredningen i Åkeshov fick en praktfull interiör.

## Agneta Wredes förmak, hustruns svit
Väggmålningarna i Agneta Wredes förmak i övre våningen är utförda av konstnären Johan Pasch (1706-1769) omkring år 1748. De föreställer herdescener i pastorala landskap omramas av målade ramar, virade med rikt blommande girlanger. Den öppna spisen är en rekonstruktion.
- Östra delen av väggfälten, den östra väggen och långväggen, är båda utförda av Johan Pasch efter förebilder av François Boucher och Nicolas Lancret.
- Västra delen av väggfältet är målat av Johan Pasch efter förebild av Jean-Baptiste Pater.

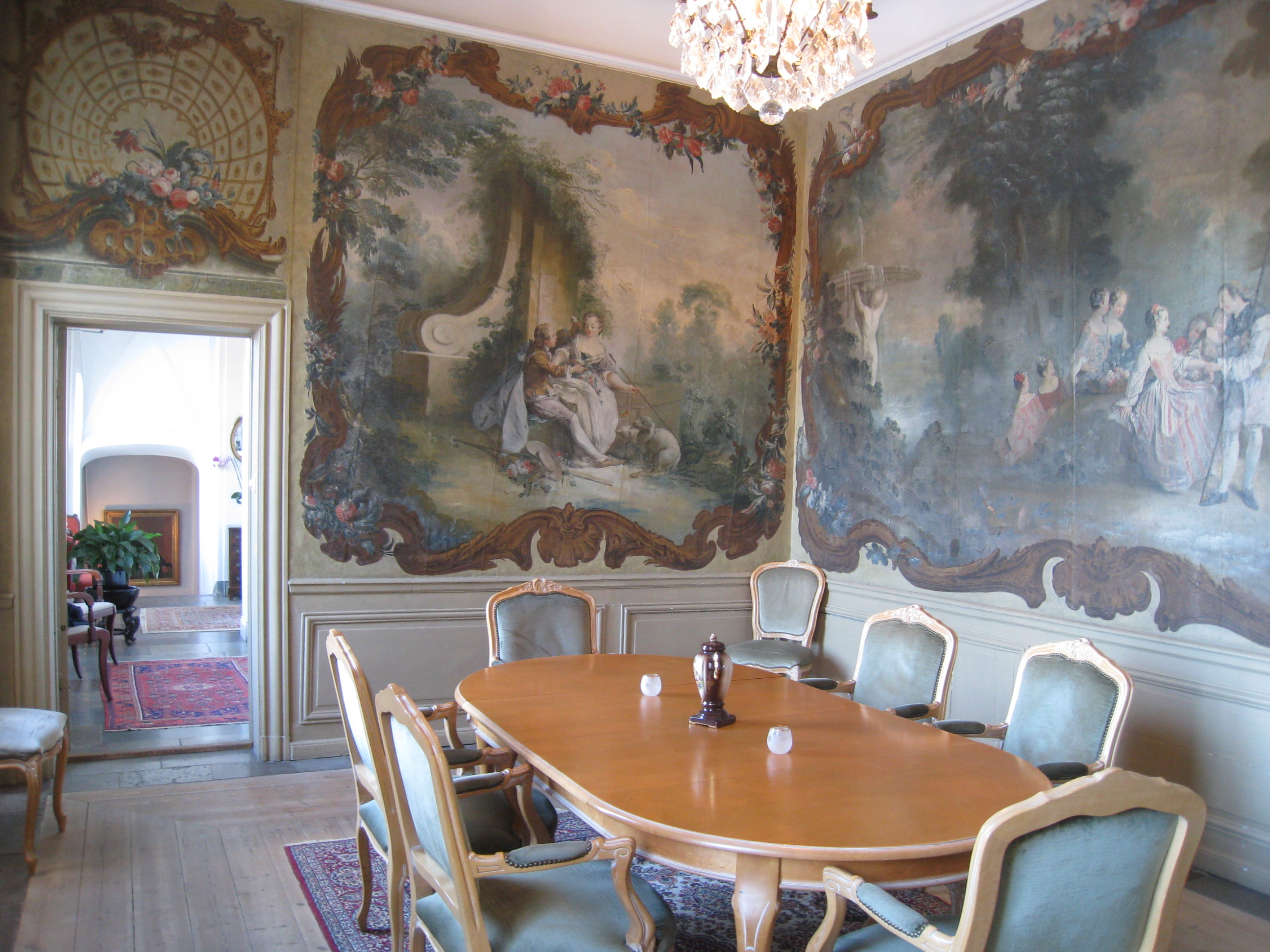
Östra delen med långväggen.
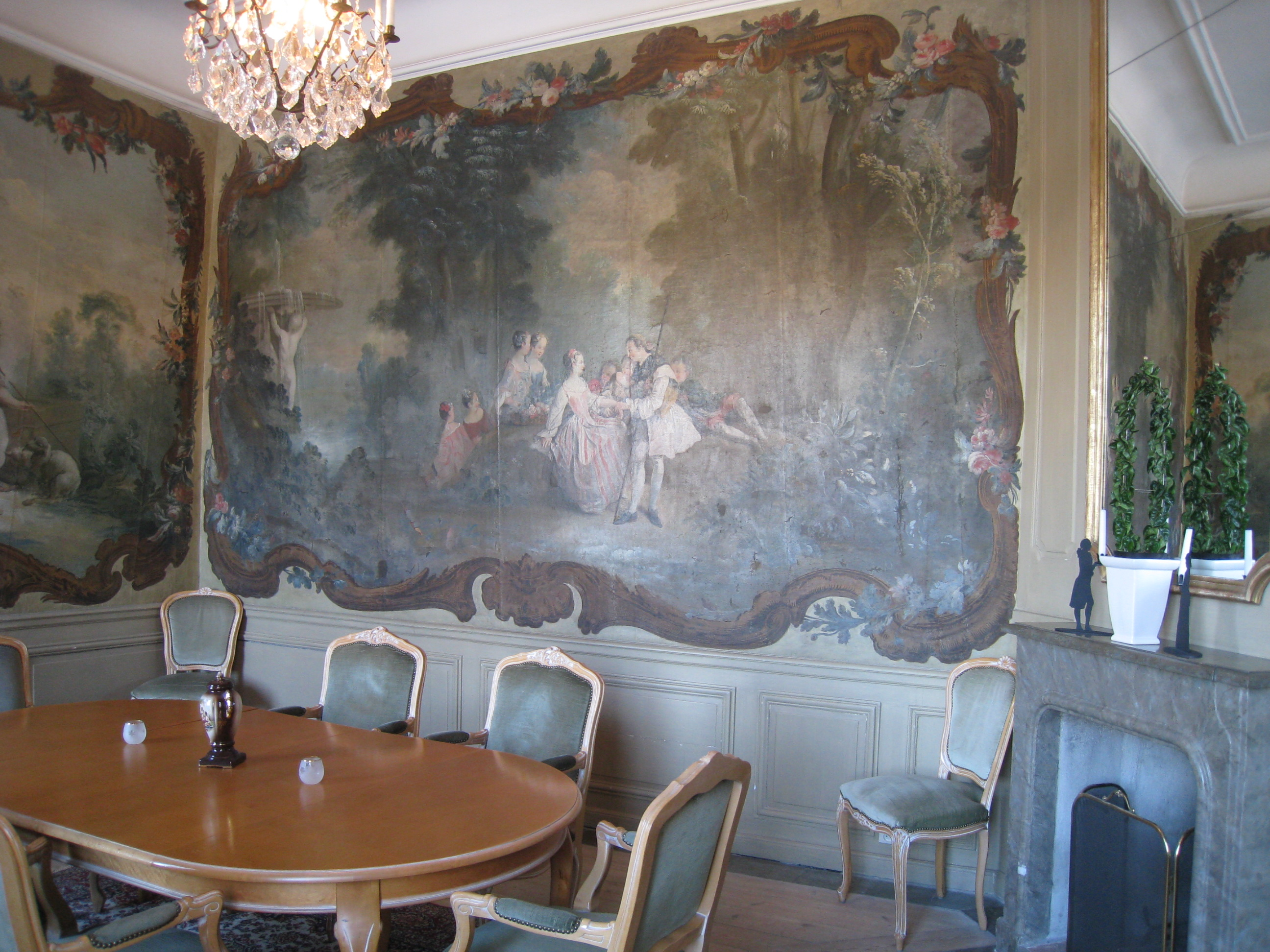
Långväggen.
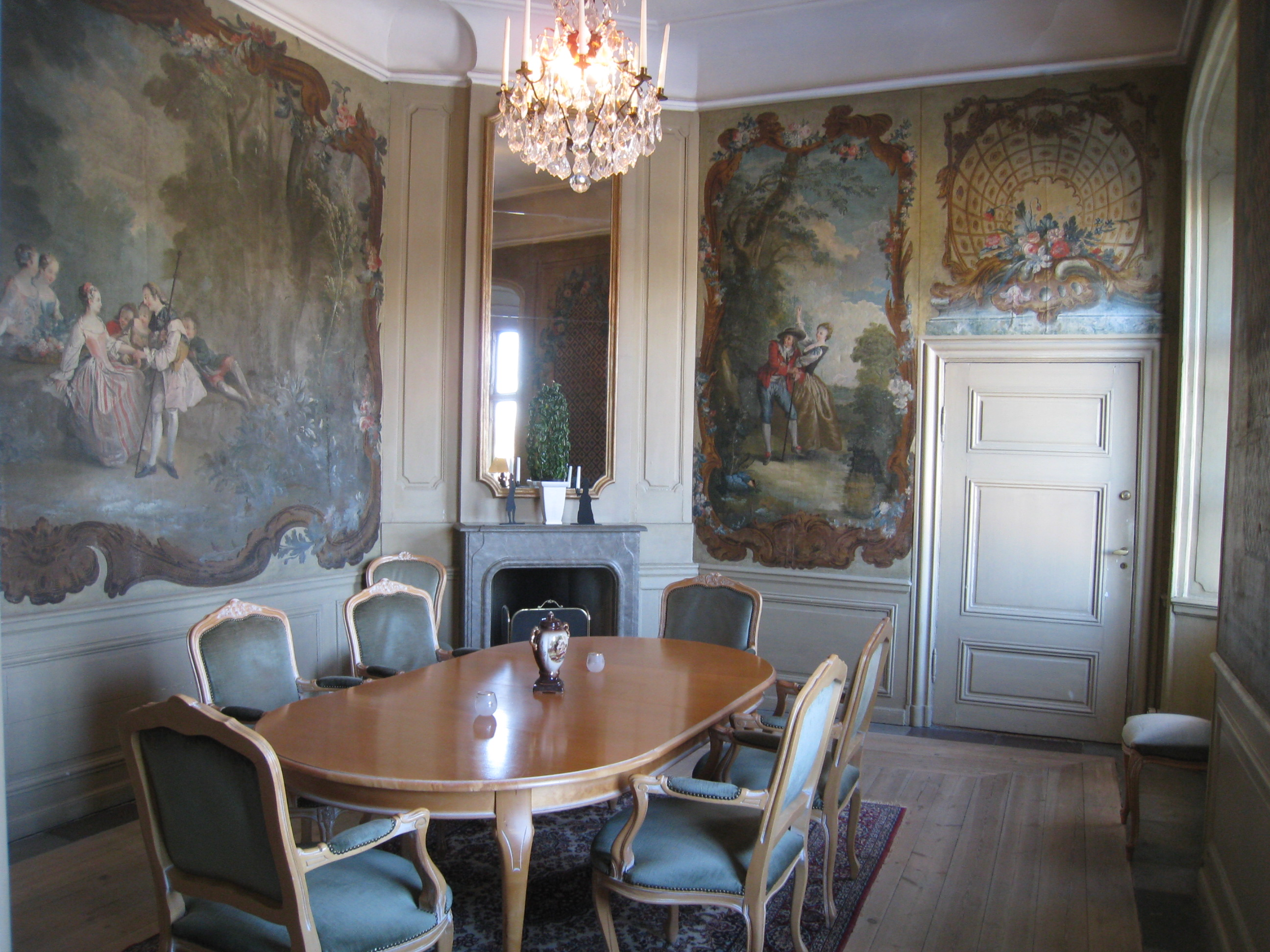
Västra delen.
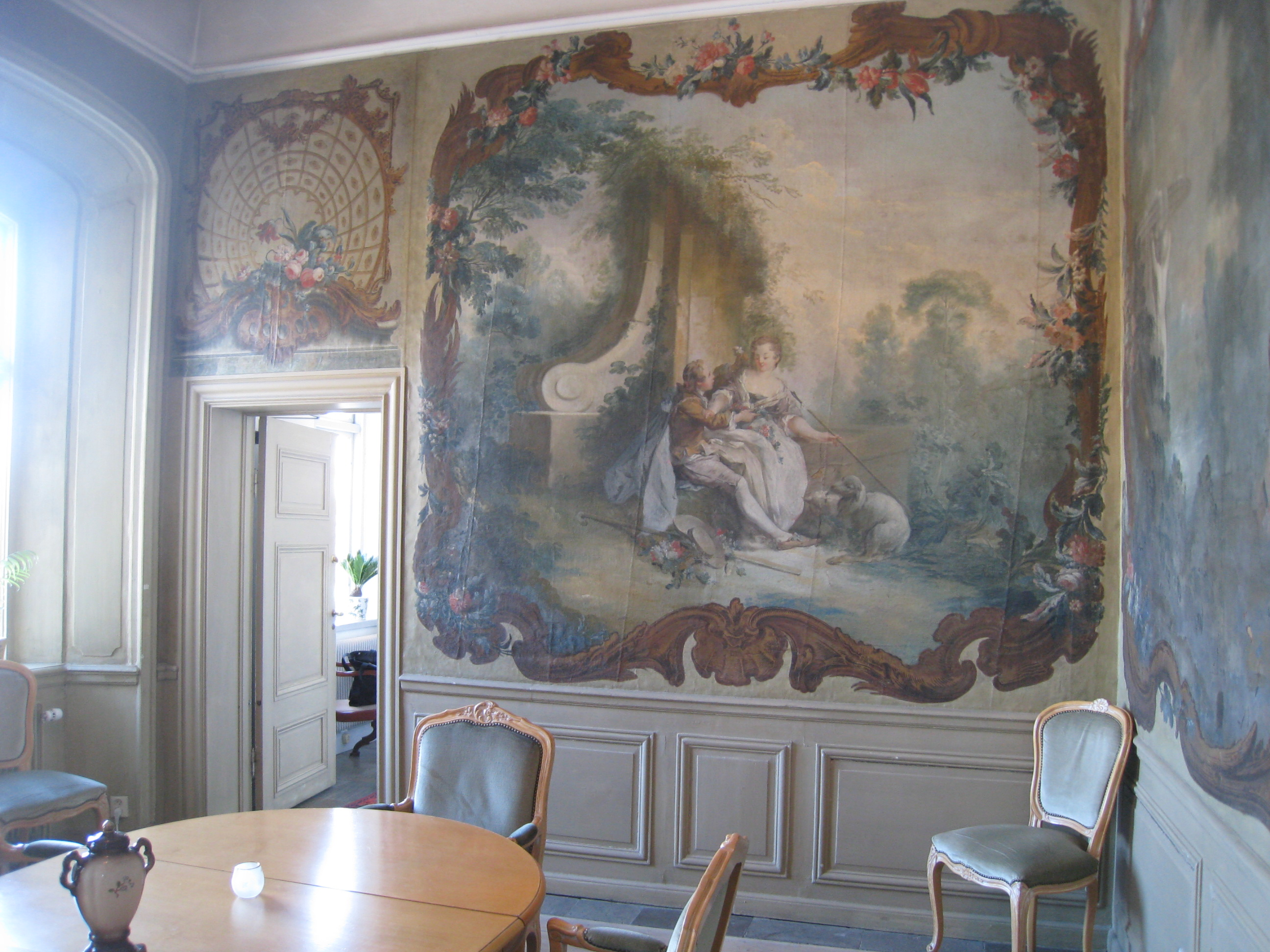
Östra väggen.
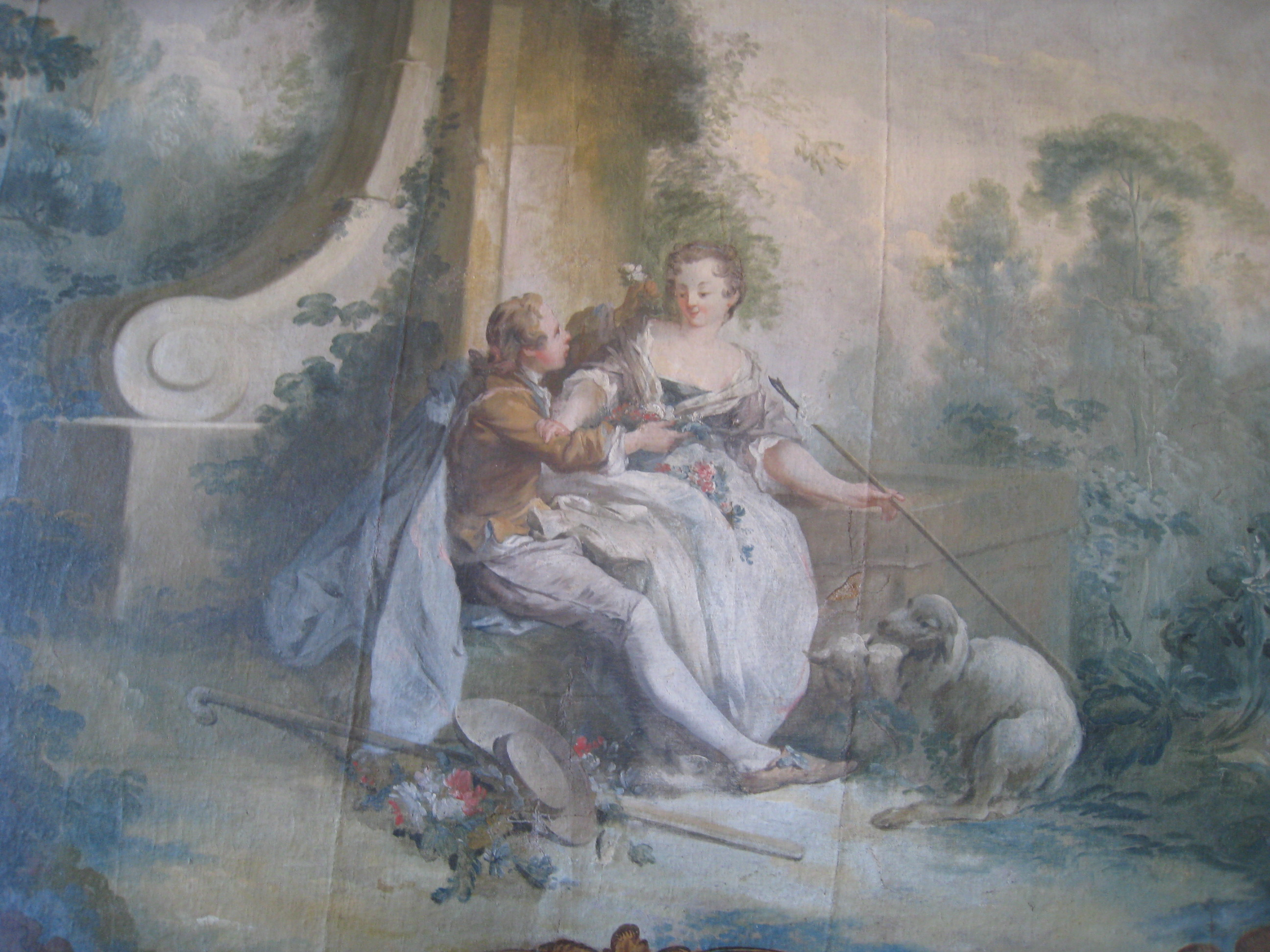
Östra väggen, närbild.
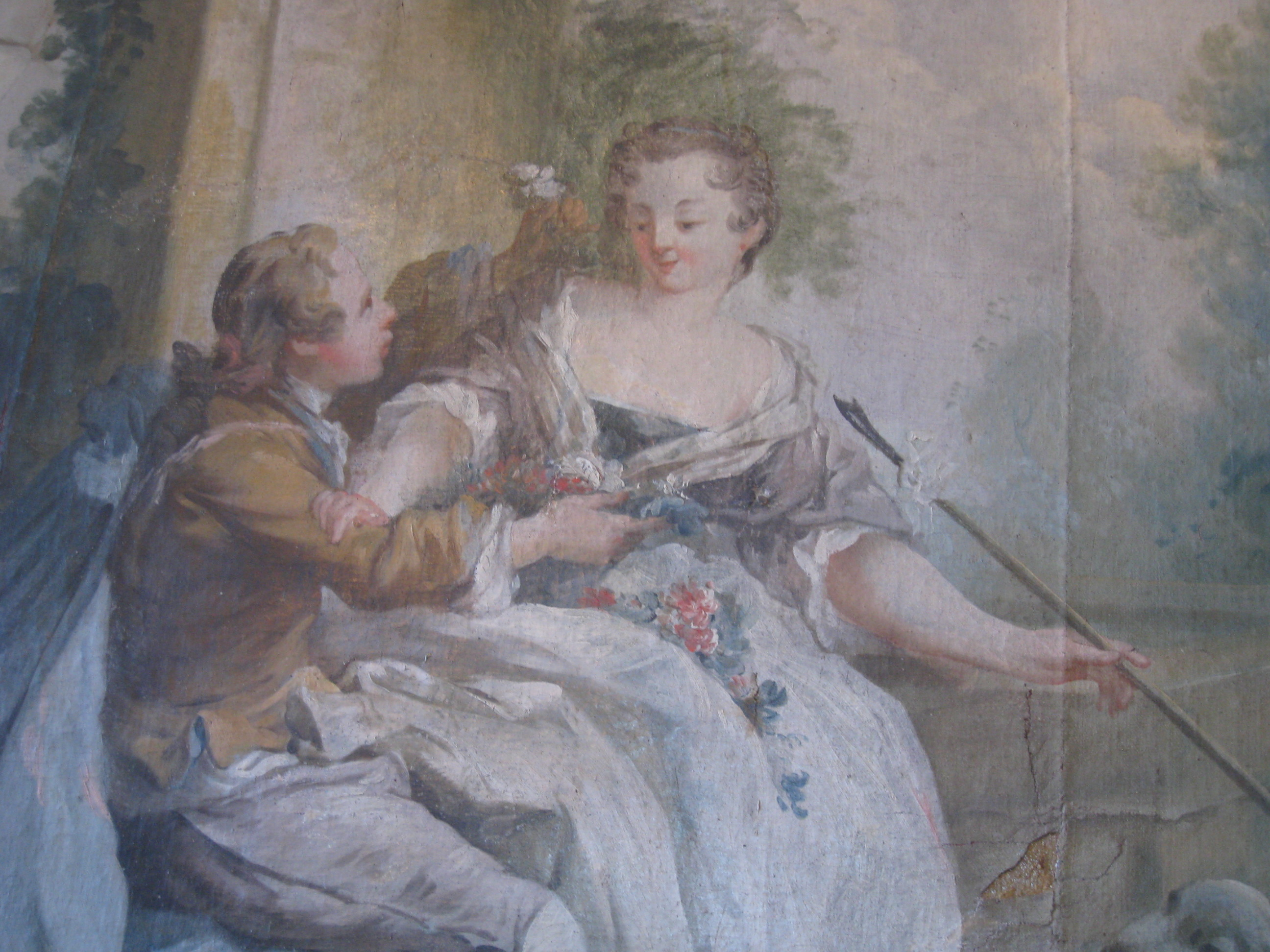
Östra väggen, detalj.
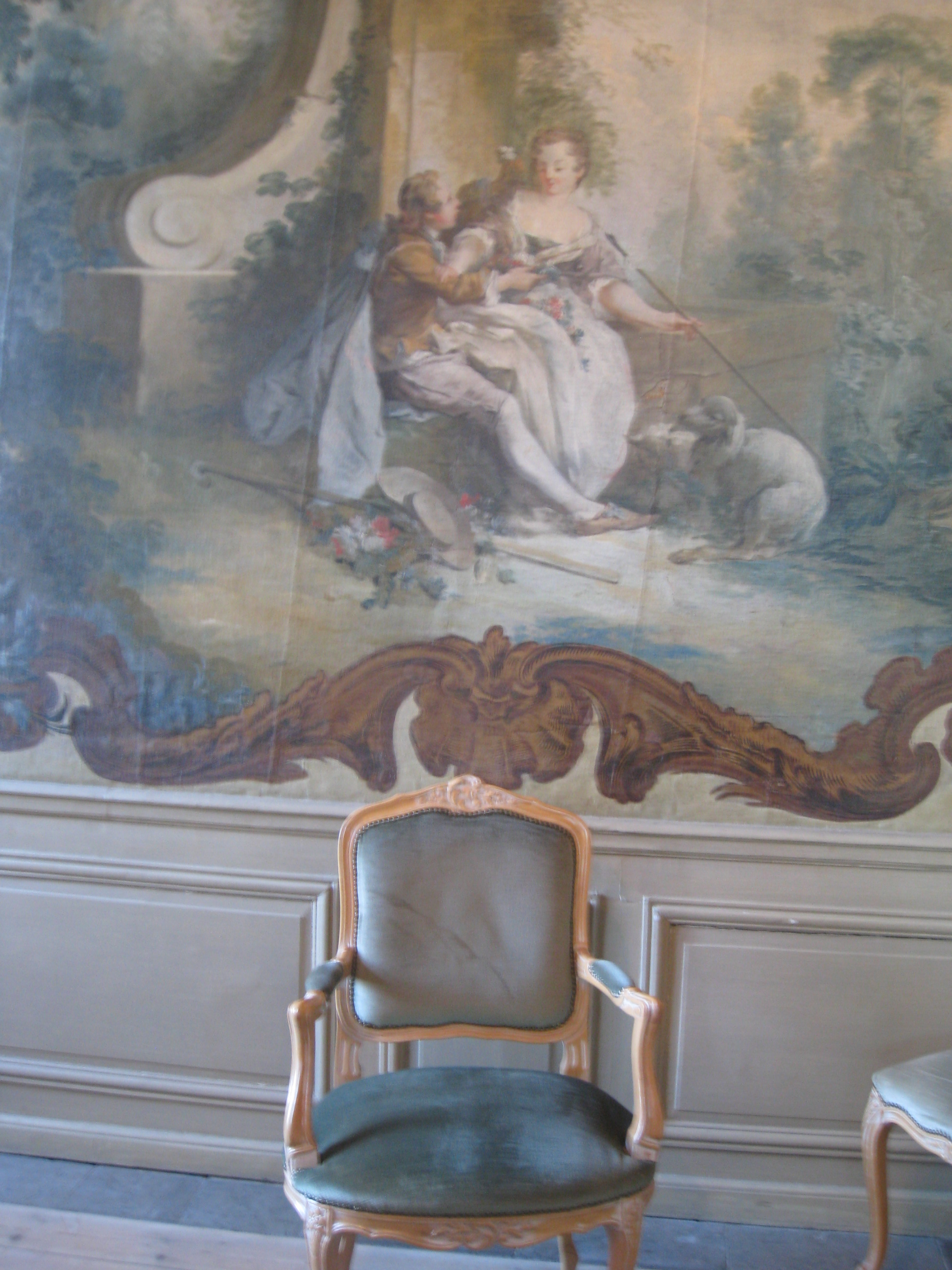
Östra väggen.
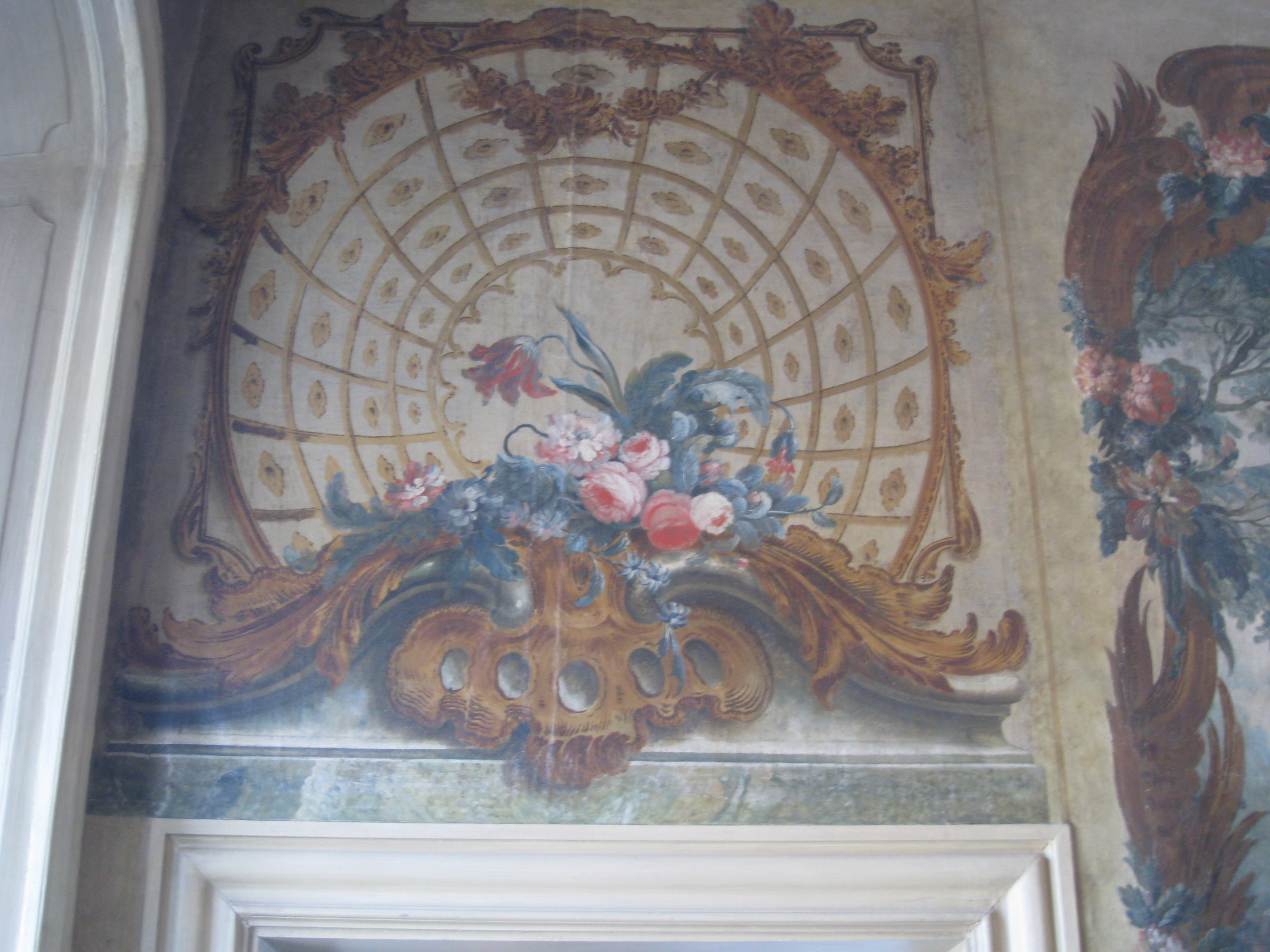
Östra väggen, dörröverstycke.
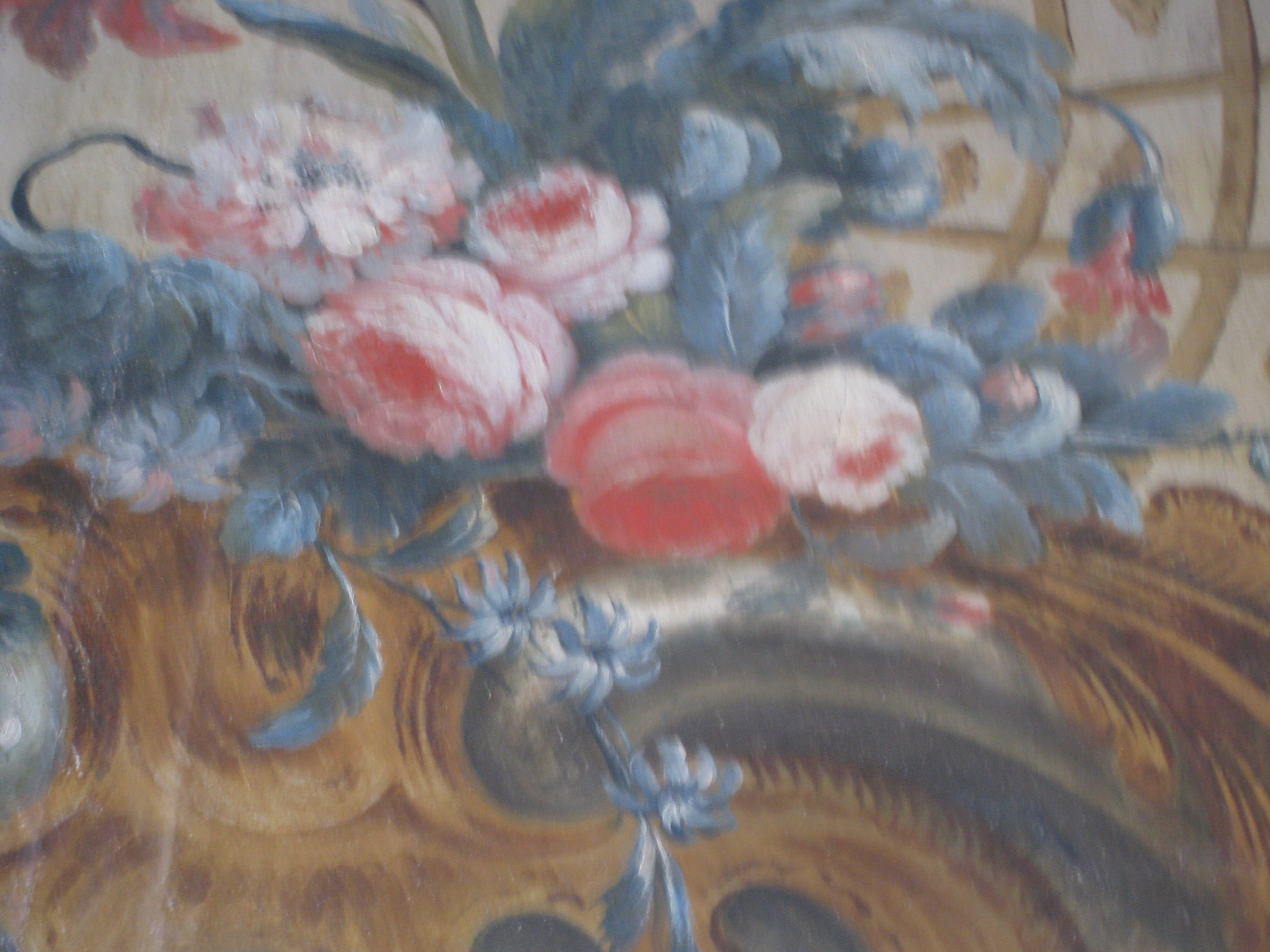
Östra väggen, detalj.
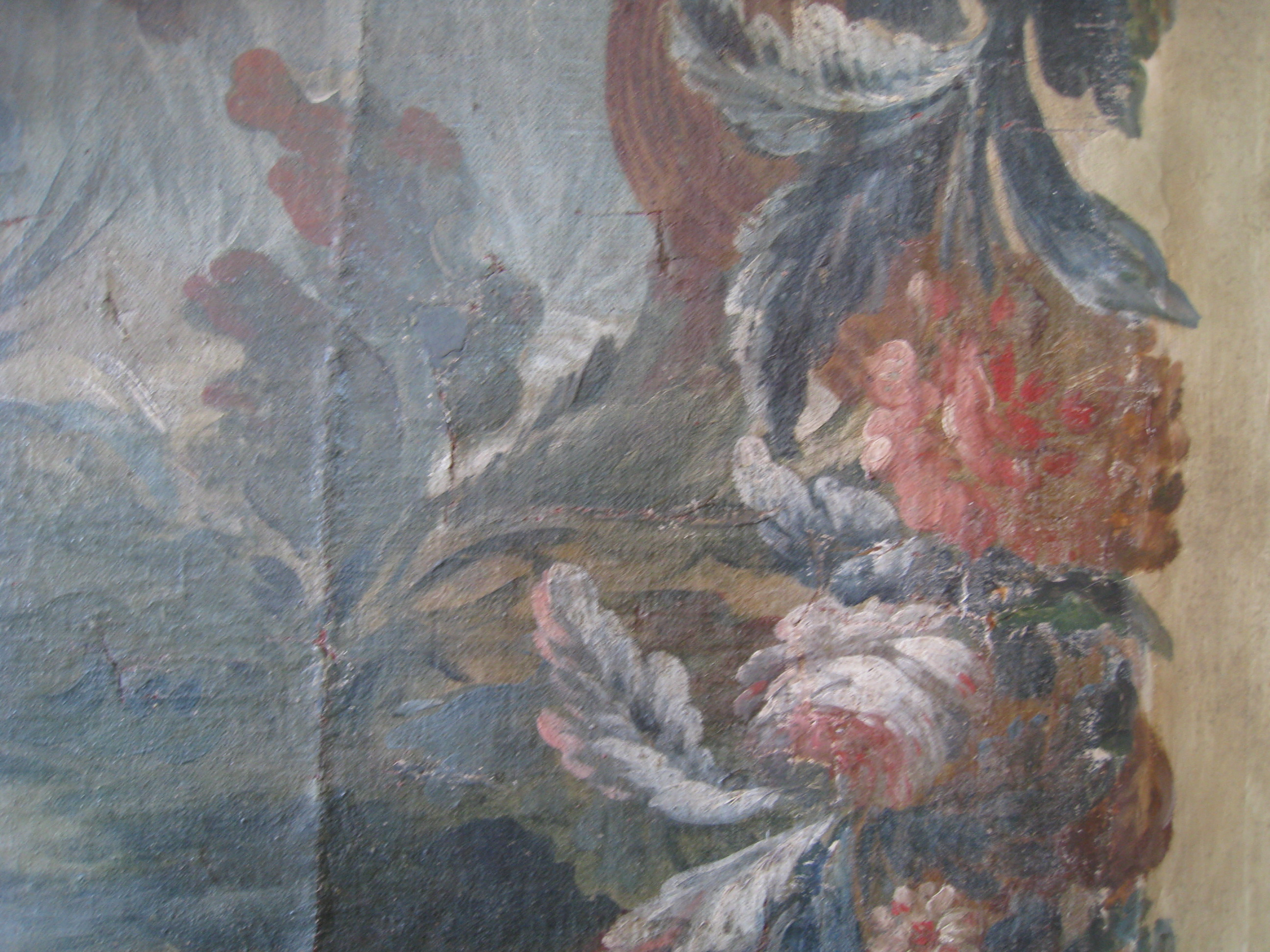
Östra väggen, detalj.
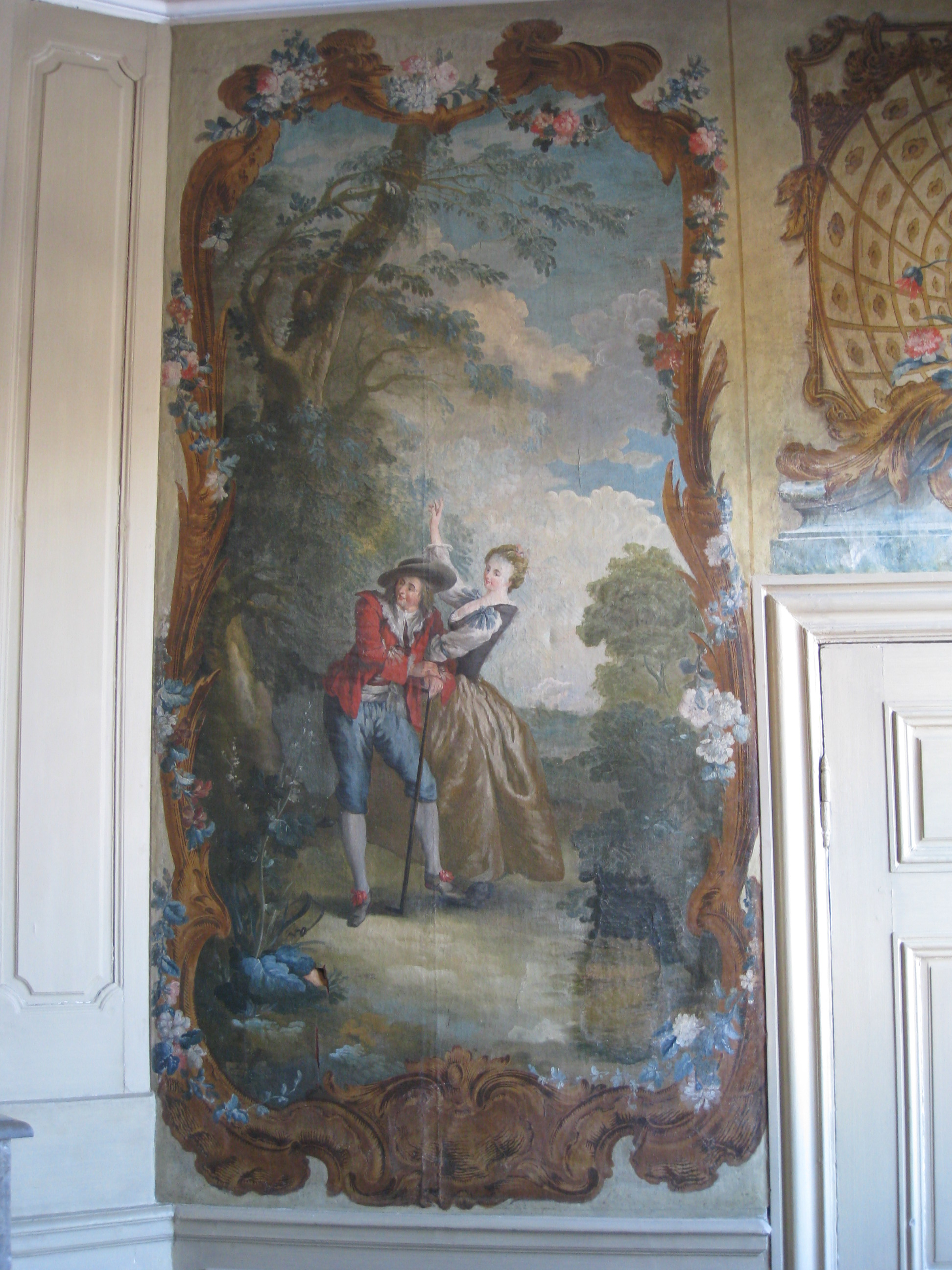
Västra väggen, närbild.
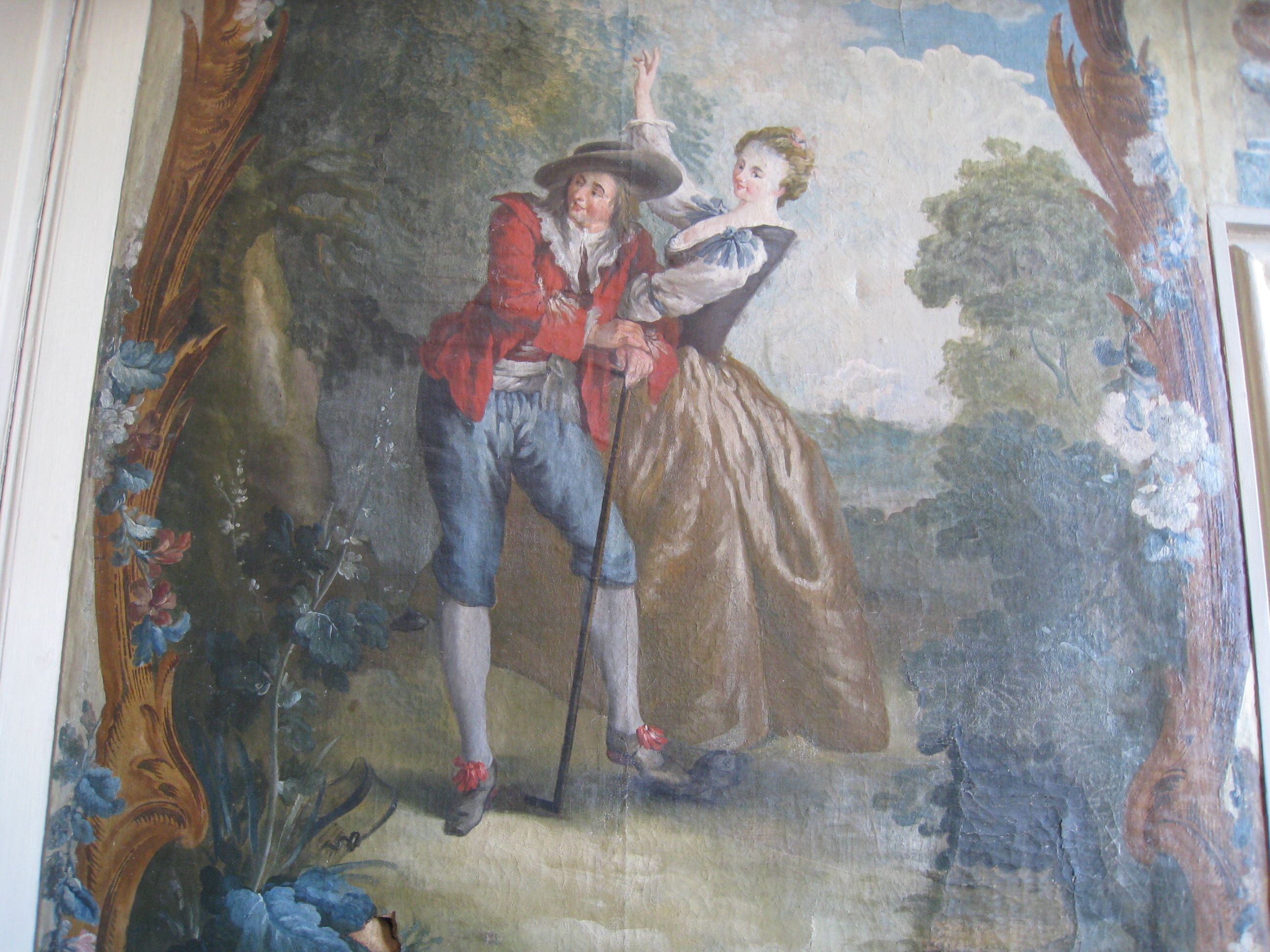
Västra väggen, detalj.

I Agneta Wredes förmak är två väggfält, väggfältet på den östra väggen samt väggfältet utefter långväggen, utförda av konstnären Johan Pasch efter förebilder av François Boucher och Nicolas Lancret. Väggfältet på kortsidan vid den västra delen är också målat av Johan Pasch efter den franske rokokomålaren Jean-Baptiste Pater. Den öppna spisen i förmaket är en rekonstruktion.
Utsmyckningen av den svit som skulle disponeras av hustrun blev mera rofylld och idylliskt lantlig, arkadisk. I det rum som kallas Agneta Wredes förmak finns en hel inredning kvar. Väggfälten är målade i flödande rik rokokostil.
Året efter bröllopet, år 1748, fick inredningen då en utsökt rokokostil med fina, väggmålningar av Johan Pasch, som i original kan ses i det rum, som var Agneta Wredes förmak. Väggmålningarna omramas av målade ramar, virade med rikt blommande girlanger. Här finns herdescener i pastorala landskap. Herdescenerna återgår på kopparstick av den franske målaren och kopparstickaren François Boucher och Nicolas Lancret. Men scenerna har skickligt förändrats för att passa in väggfälten. Bland François Bouchers verk i Sverige märks även de målade dörröverstyckena i Stora sängkammaren i Stora gästvåningen i Stockholms slott.
På övervåningen finns också salongen eller jaktsalen, där det finns tre målade väggfält. Två av väggfälten framställer jaktscener. Det tredje väggfältet framställer en björnjakt.
De tre väggfälten i Stora salen (Salongen) är utförda av konstnären Johan Pasch. Hjortjakten i salen är en lätt ändrad kopia av den stora tavla, som köptes till slottet 1740 och som är signerad av den franske rokokomålaren Jean-Baptiste Oudry (1686-1755). I Stora gästvåningen i den västra längan på Stockholms slott finns en rum, som heter Meleagersalongen. Där är dörröverstyckenas jaktscener är målade av Jean-Baptiste Oudry och de köptes till slottet på 1740-talet. Tavlan var tydligen populär, ty en förminskad kopia utförde målaren Jonas Hoffman (1728-1780) åt Johan Pasch för hans malmgård Bellevue och som nu finns i slottets samlingar. Jonas Hoffman arbetade i 10 år hos Johan Pasch som dekoratör. Den stil som Björnjakten är målad i återgår till den flamländske 1600-talsmästaren Frans Snyders (1579-1657). Agneta Wrede bodde på Åkeshovs slott till sin död 1800.
När Lars Salvius (1706-1773), boktryckare och tidningsman, skriver om Åkeshov nämner han att Gabriel Stierncrona "ännu mer bättrat både huset och gården" och att sonen lär vara "sinnad att göra dem långt härligare". David Stierncrona satte tydligen igång nydaningarna på 1740-talet och var troligen färdig, när han 1747 gifte sig med friherrinnan Agneta Wrede af Elimä.

## Hur gick det med målningarna i Agneta Wredes förmak?
Slottets fina väggfasta målningar från 1748, varav minst en anses vara av Johan Pasch, har ersatts med kopior, eftersom originalen såldes omkring år 1900 och hamnade i Stockholms handelskammares hus vid Västra Trädgårdsgatan 9. Men Agneta Wredes förmak har återfått sina originaltapeter, även de troligen målade av Johan Pasch, efter att de hittats på vinden till S:t Eriks sjukhus.
I slutet av 1800-talet köptes slottet av firman Olsson & Rosenlunds AB. Vid denna tid började slottet förfalla. Huvudbyggnaden stod tom. De båda salarnas väggfält och överstycken såldes 1904. Jaktsalens väggmålningar såldes för 75 kronor för de små och 150 kronor för de stora. Säljare var Olsson & Rosenlund och köpare av ett flertal målningar var grosshandlare E.W. Wallin, som höll på att inreda ett vackert hem till sin familj på Västra Trädgårdsgatan 9 i Stockholm. I denna byggnad, som sedan 1927 tillhör Stockholms handelskammare, finns fortfarande originalmålningarna sviten från Åkeshovs övre sal. Efter att ha bytt ägare med jämna mellanrum genom åren, förvärvades Åkeshovs slott av Stockholms stad 1904. Stockholms stad gjorde då stora markförvärv i Bromma. Det dröjde innan de kommunala trädgårdsstäderna växte ut över Åkeshovs marker. Under perioder fram till mitten av 1980-talet har slottet använts som sjukhem, hem för sinnesslöa, flyktingförläggning, skola och pastorsexpedition. De kvarvarande resterna av rokokodekorationerna ansågs då vara olämpliga. Målningarna i Agneta Wredes förmak och en blåmålad Rörstrandskakelugn från 1740-talet togs bort.
Målningarna i Agneta Wredes förmak magasinerades i början av 1900-talet, men hittades efter många år på S:t Eriks sjukhus, ihoprullade på vinden. Med hjälp av Stockholms stadsmuseum och fru Dolly Nilsson, som vuxit upp på slottet, kunde man återställa tapeterna i förmaket. Vid restaureringen kunde Agneta Wredes förmak återställas och målningarna i övre salen skickligt kopieras av konstnären John Broberg och fru Brita Juel-Soop (1904-1997).
1987 påbörjades en totalrenovering av slottet. I augusti 1988 stod slottet klart att ta emot de första konferensgästerna. Efter den varsamma ombyggnaden, som tog hänsyn till slottets konsthistoriska interiörer, nyttjas slottet idag som konferensanläggning.